# 1540 w literaturze
Wydarzenia literackie w 1540 roku.

## Nowe książki
- polskie
  - Historie rzymskie (data wydania niepewna)

## Zmarli
- Helius Eobanus Hessus, poeta niemiecki